# IPhone 15
L'iPhone 15 e l'iPhone 15 Plus sono due smartphone progettati e prodotti da Apple Inc., rappresentano la diciassettesima generazione di iPhone e sostituiscono i modelli 14 e 14 Plus.
Sono stati presentati il 12 settembre 2023 all'evento "Wonderlust" presso l'Apple Park, insieme agli iPhone 15 Pro e Pro Max; i preordini sono iniziati il 15 settembre 2023 e disponibili all'acquisto il 22 settembre 2023.
Le principali differenze rispetto agli iPhone 14 sono nuove fotocamere, una batteria migliorata, sensori migliorati e la presa di ricarica che diventa di tipo USB-C abbandonando la porta proprietaria Lightning.

## Descrizione
Il telefono ha uno schermo OLED Super Retina XDR da 6,1 pollici per l'iPhone 15 e 6,7 pollici per l'iPhone 15 Plus, con un formato di 19,5:9.
È dotato del chip Apple A16 Bionic + Apple U2 + Modem Qualcomm Snapdragon X70, connettività 5G, la cui tecnologia a onde millimetriche mmWave è disponibile solo in alcuni mercati.

## Specifiche tecniche

### Hardware

#### Chip
Gli iPhone 15 e 15 Plus non utilizzano il nuovo chip (l'A17 Pro presente sugli iPhone 15 Pro e 15 Pro Max) ma presentano il SoC A16 Bionic di iPhone 14 Pro e 14 Pro Max.

#### Schermo
L'iPhone 15 presenta lo stesso schermo dell'iPhone 14: un display da 6,1 pollici (15 cm) con tecnologia OLED Super Retina XDR con una risoluzione di 2532×1170 pixel e una densità di pixel di circa 460 ppi.
L'iPhone 15 Plus presenta un display da 6,7 pollici (17 cm) con la stessa tecnologia e una risoluzione di 2778×1284 pixel e una densità di pixel di circa 458 PPI.
Entrambi sono dotati di una frequenza di aggiornamento di 60 Hz, contrasto (tipico) 2.000.000:1, luminosità massima di 800 nit con un picco di 1200 nit.

#### Software
iPhone 15 e iPhone 15 Plus sono venduti con iOS 17 al lancio.